# 安源镇
安源镇，是中华人民共和国江西省萍乡市安源区下辖的一个镇。2019年被评为中国文化百强镇。

## 行政区划
安源镇下辖以下地区：
花冲社区、方家坳社区、筲箕街社区、新正街社区、老正街社区、木杉塘社区、安源村、十里村、石板村、跃进村和张家湾村。

## 中国历史文化名镇
安源镇已被列为中国历史文化名镇。